# イオン松任店
イオン松任店（いおんまっとうてん）は、石川県白山市にあるイオンリテール株式会社が運営・管理する総合スーパー（GMS）。

## 概要
前身は松任駅前にあった「ジャスコ松任店(初代)」。1995年9月に閉店した1ヶ月後にオープンしたのが「ジャスコ松任店(2代目)」である。
施設は2階建てで1階と2階は店舗、屋上は駐車場である。2011年3月1日、イオングループの再編によって屋号がジャスコからイオンに変更された。
当店から4.7km北に2021年7月開業したイオングループ店舗「イオンモール白山」が立地している。

## 沿革
- 1995年（平成7年）10月26日 - 「ジャスコ松任店」としてオープン。
- 1998年（平成10年） - 店舗敷地内に「スポーツオーソリティー松任店」がオープン[2]。
- 2005年（平成17年）10月26日 - 開業10周年を迎える。
- 2011年（平成23年）3月1日 - GMS事業の再編に伴い、店舗名が「ジャスコ松任店」から「イオン松任店」へ店名変更。
- 2015年（平成27年）10月26日 - 開業20周年を迎える。
- 2020年（令和2年）4月1日 - 本店を含む全国のイオン直営売場での無料レジ袋配布終了[3]。
- 2021年（令和3年）
  - 7月19日 - 約5キロ北にイオンモール株式会社運営のショッピングモール「イオンモール白山」がオープン[4]。
  - 9月5日 - 同敷地内に構えていた「スポーツオーソリティー松任店」が閉店[2]。
  - 11月12日 - 同敷地内に「100満ボルトイオン松任店」が新設開業[5]。

## フロアとテナント

### フロア概要
核店舗のイオン松任店と25の専門店で構成される。又、同敷地内にはトイザらス・ベビーザらス松任店と100満ボルトイオン松任店が構える。
| 階  | フロア概要                       |
| --- | -------------------------------- |
| R階 | 屋上駐車場                       |
| 2階 | 直営売場・専門店街               |
| 1階 | 直営売場・専門店街・フードコート |

### 主なテナント
1階
- ロザ（レディス・洋品）
- マクドナルド（ファストフード）
- 保険見直し本舗（保険）
- チャンスセンター（宝くじ）

2階
- バンカン（呉服）
- キャン・ドウ（100円ショップ）
- マジックミシン（リフォーム）
- ゲームゾーン（ゲームコーナー）

#### 別棟
- トイザらスベビーザらス松任店（玩具・ベビー）
- 100満ボルトイオン松任店（家電）
- ワンダフルセルフイオン松任店（ガソリンスタンド）

※テナント情報は2022年4月時点
出店テナント全店の一覧詳細情報は公式サイト「専門店」「フロアガイド」を、営業時間およびATMを設置している金融機関の詳細は公式サイト「営業時間」を参照。

## アクセス
国道8号松任総合運動公園前に位置する。

### 鉄道
- IRいしかわ鉄道線 - 松任駅から徒歩で約28分、西松任駅から徒歩で約39分、加賀笠間駅から徒歩で約53分[6]

### 自動車
- 北陸自動車道 - 白山ICより約10分、徳光スマートICより約15分

### 駐車場
当施設の駐車場は、2,300台利用可能である。
| 施設駐車場 | 駐車台数 | 駐車可能時間 | 備考                               |
| ---------- | -------- | ------------ | ---------------------------------- |
| 平面駐車場 | 2,050    | 8:00 - 23:00 | 食品正面駐車場は23時15分まで利用可 |
| 屋上駐車場 | 250      | 9:00 - 22:00 | 高さ制限2.3ｍ                      |

## 周辺のイオングループの店舗
- イオンモール白山
- イオンタウン金沢示野
- イオン小松店
- イオンモール新小松
- 金沢フォーラス[7]

## 周辺
- 松任総合運動公園
- 白山市役所
- フェアモール松任（アピタ松任店）
- ラスパ白山（ピアゴ白山店）
- 白山警察署